# Isosturmia inversa
Isosturmia inversa là một loài ruồi trong họ Tachinidae.